# Danh sách tiểu hành tinh: 7001–7100
| Tên                 | Tên đầu tiên | Ngày phát hiện       | Nơi phát hiện            | Người phát hiện                                        |
| ------------------- | ------------ | -------------------- | ------------------------ | ------------------------------------------------------ |
| 7001 Noether        | 1955 EH      | 14 tháng 3 năm 1955  | Brooklyn                 | Đại học Indiana                                        |
| 7002 Bronshten      | 1971 OV      | 26 tháng 7 năm 1971  | Nauchnij                 | N. S. Chernykh                                         |
| 7003 Zoyamironova   | 1976 SZ9     | 25 tháng 9 năm 1976  | Nauchnij                 | N. S. Chernykh                                         |
| 7004 Markthiemens   | 1979 OB9     | 24 tháng 7 năm 1979  | Siding Spring            | S. J. Bus                                              |
| 7005 Henninghaack   | 1981 ET25    | 2 tháng 3 năm 1981   | Siding Spring            | S. J. Bus                                              |
| 7006 Folco          | 1981 ER31    | 2 tháng 3 năm 1981   | Siding Spring            | S. J. Bus                                              |
| 7007 Timjull        | 1981 EK34    | 2 tháng 3 năm 1981   | Siding Spring            | S. J. Bus                                              |
| 7008 Pavlov         | 1985 QH5     | 23 tháng 8 năm 1985  | Nauchnij                 | N. S. Chernykh                                         |
| 7009 Hume           | 1987 QU1     | 21 tháng 8 năm 1987  | La Silla                 | E. W. Elst                                             |
| 7010 Locke          | 1987 QH3     | 28 tháng 8 năm 1987  | La Silla                 | E. W. Elst                                             |
| 7011 Worley         | 1987 SK1     | 21 tháng 9 năm 1987  | Anderson Mesa            | E. Bowell                                              |
| 7012 Hobbes         | 1988 CH2     | 11 tháng 2 năm 1988  | La Silla                 | E. W. Elst                                             |
| 7013                | 1988 RS4     | 1 tháng 9 năm 1988   | La Silla                 | H. Debehogne                                           |
| 7014 Nietzsche      | 1989 GT4     | 3 tháng 4 năm 1989   | La Silla                 | E. W. Elst                                             |
| 7015 Schopenhauer   | 1990 QC8     | 16 tháng 8 năm 1990  | La Silla                 | E. W. Elst                                             |
| 7016 Conandoyle     | 1991 YG      | 30 tháng 12 năm 1991 | Oohira                   | T. Urata                                               |
| 7017 Uradowan       | 1992 CE2     | 1 tháng 2 năm 1992   | Geisei                   | T. Seki                                                |
| 7018                | 1992 DF      | 25 tháng 2 năm 1992  | Kushiro                  | S. Ueda, H. Kaneda                                     |
| 7019                | 1992 EM1     | 8 tháng 3 năm 1992   | Dynic                    | A. Sugie                                               |
| 7020 Yourcenar      | 1992 GR2     | 4 tháng 4 năm 1992   | La Silla                 | E. W. Elst                                             |
| 7021                | 1992 JN1     | 6 tháng 5 năm 1992   | Dynic                    | A. Sugie                                               |
| 7022                | 1992 JN4     | 2 tháng 5 năm 1992   | Kushiro                  | S. Ueda, H. Kaneda                                     |
| 7023                | 1992 KE      | 25 tháng 5 năm 1992  | Dynic                    | A. Sugie                                               |
| 7024                | 1992 PA4     | 2 tháng 8 năm 1992   | Palomar                  | H. E. Holt                                             |
| 7025                | 1993 QA      | 16 tháng 8 năm 1993  | Kitt Peak                | Spacewatch                                             |
| 7026                | 1993 QB1     | 19 tháng 8 năm 1993  | Palomar                  | E. F. Helin                                            |
| 7027 Toshihanda     | 1993 XT      | 11 tháng 12 năm 1993 | Oizumi                   | T. Kobayashi                                           |
| 7028 Tachikawa      | 1993 XC1     | 5 tháng 12 năm 1993  | Nyukasa                  | M. Hirasawa, S. Suzuki                                 |
| 7029                | 1993 XT2     | 14 tháng 12 năm 1993 | Palomar                  | PCAS                                                   |
| 7030 Colombini      | 1993 YU      | 18 tháng 12 năm 1993 | Stroncone                | Stroncone                                              |
| 7031                | 1994 UU      | 31 tháng 10 năm 1994 | Nachi-Katsuura           | Y. Shimizu, T. Urata                                   |
| 7032 Hitchcock      | 1994 VC2     | 3 tháng 11 năm 1994  | Nachi-Katsuura           | Y. Shimizu, T. Urata                                   |
| 7033                | 1994 WN2     | 28 tháng 11 năm 1994 | Kushiro                  | S. Ueda, H. Kaneda                                     |
| 7034                | 1994 YT2     | 25 tháng 12 năm 1994 | Kushiro                  | S. Ueda, H. Kaneda                                     |
| 7035 Gomi           | 1995 BD3     | 28 tháng 1 năm 1995  | Kitami                   | K. Endate, K. Watanabe                                 |
| 7036                | 1995 BH3     | 29 tháng 1 năm 1995  | Nachi-Katsuura           | Y. Shimizu, T. Urata                                   |
| 7037 Davidlean      | 1995 BK3     | 29 tháng 1 năm 1995  | Nachi-Katsuura           | Y. Shimizu, T. Urata                                   |
| 7038                | 1995 DJ2     | 22 tháng 2 năm 1995  | Chichibu                 | N. Sato, T. Urata                                      |
| 7039 Yamagata       | 1996 GO2     | 14 tháng 4 năm 1996  | Nanyo                    | T. Okuni                                               |
| 7040 Harwood        | 2642 P-L     | 24 tháng 9 năm 1960  | Palomar                  | C. J. van Houten, I. van Houten-Groeneveld, T. Gehrels |
| 7041 Nantucket      | 4081 P-L     | 24 tháng 9 năm 1960  | Palomar                  | C. J. van Houten, I. van Houten-Groeneveld, T. Gehrels |
| 7042 Carver         | 1933 FE1     | 24 tháng 3 năm 1933  | Heidelberg               | K. Reinmuth                                            |
| 7043 Godart         | 1934 RB      | 2 tháng 9 năm 1934   | Uccle                    | E. Delporte                                            |
| 7044                | 1971 UK      | 16 tháng 10 năm 1971 | Hamburg-Bergedorf        | L. Kohoutek                                            |
| 7045                | 1974 FJ      | 22 tháng 3 năm 1974  | Cerro El Roble           | C. Torres                                              |
| 7046 Reshetnev      | 1977 QG2     | 20 tháng 8 năm 1977  | Nauchnij                 | N. S. Chernykh                                         |
| 7047 Lundström      | 1978 RZ9     | 2 tháng 9 năm 1978   | La Silla                 | C.-I. Lagerkvist                                       |
| 7048 Chaussidon     | 1981 EH34    | 2 tháng 3 năm 1981   | Siding Spring            | S. J. Bus                                              |
| 7049 Meibom         | 1981 UV21    | 24 tháng 10 năm 1981 | Palomar                  | S. J. Bus                                              |
| 7050                | 1982 FE3     | 20 tháng 3 năm 1982  | La Silla                 | H. Debehogne                                           |
| 7051 Sean           | 1985 JY      | 13 tháng 5 năm 1985  | Palomar                  | C. S. Shoemaker, E. M. Shoemaker                       |
| 7052                | 1988 VQ2     | 12 tháng 11 năm 1988 | Palomar                  | E. F. Helin                                            |
| 7053                | 1989 FA      | 28 tháng 3 năm 1989  | Dynic                    | A. Sugie                                               |
| 7054 Brehm          | 1989 GL8     | 6 tháng 4 năm 1989   | Tautenburg Observatory   | F. Börngen                                             |
| 7055                | 1989 KB      | 31 tháng 5 năm 1989  | Palomar                  | H. E. Holt                                             |
| 7056 Kierkegaard    | 1989 SE2     | 16 tháng 9 năm 1989  | La Silla                 | E. W. Elst                                             |
| 7057                | 1990 QL2     | 22 tháng 8 năm 1990  | Palomar                  | H. E. Holt                                             |
| 7058                | 1990 SN1     | 16 tháng 9 năm 1990  | Palomar                  | H. E. Holt                                             |
| 7059                | 1990 SK3     | 18 tháng 9 năm 1990  | Palomar                  | H. E. Holt                                             |
| 7060 Al-ʻIjliya     | 1990 SF11    | 16 tháng 9 năm 1990  | Palomar                  | H. E. Holt                                             |
| 7061 Pieri          | 1991 PE1     | 15 tháng 8 năm 1991  | Palomar                  | E. F. Helin                                            |
| 7062 Meslier        | 1991 PY5     | 6 tháng 8 năm 1991   | La Silla                 | E. W. Elst                                             |
| 7063                | 1991 UK      | 18 tháng 10 năm 1991 | Kushiro                  | S. Ueda, H. Kaneda                                     |
| 7064 Montesquieu    | 1992 OC5     | 26 tháng 7 năm 1992  | La Silla                 | E. W. Elst                                             |
| 7065                | 1992 PU2     | 2 tháng 8 năm 1992   | Palomar                  | H. E. Holt                                             |
| 7066 Nessus         | 1993 HA2     | 26 tháng 4 năm 1993  | Kitt Peak                | Spacewatch                                             |
| 7067 Kiyose         | 1993 XE      | 4 tháng 12 năm 1993  | Nyukasa                  | M. Hirasawa, S. Suzuki                                 |
| 7068 Minowa         | 1994 WD1     | 16 tháng 11 năm 1994 | Yatsugatake              | Y. Kushida, O. Muramatsu                               |
| 7069                | 1994 YG2     | 30 tháng 12 năm 1994 | Kushiro                  | S. Ueda, H. Kaneda                                     |
| 7070                | 1994 YO2     | 25 tháng 12 năm 1994 | Kushiro                  | S. Ueda, H. Kaneda                                     |
| 7071                | 1995 BH4     | 28 tháng 1 năm 1995  | Kushiro                  | S. Ueda, H. Kaneda                                     |
| 7072 Beijingdaxue   | 1996 CB8     | 3 tháng 2 năm 1996   | Xinglong                 | Beijing Schmidt CCD Asteroid Program                   |
| 7073 Rudbelia       | 1972 RU1     | 11 tháng 9 năm 1972  | Nauchnij                 | N. S. Chernykh                                         |
| 7074 Muckea         | 1977 RD3     | 10 tháng 9 năm 1977  | Nauchnij                 | N. S. Chernykh                                         |
| 7075 Sadovnichij    | 1979 SN4     | 24 tháng 9 năm 1979  | Nauchnij                 | N. S. Chernykh                                         |
| 7076                | 1980 UC      | 30 tháng 10 năm 1980 | Kleť                     | Z. Vávrová                                             |
| 7077 Shermanschultz | 1982 VZ      | 15 tháng 11 năm 1982 | Anderson Mesa            | E. Bowell                                              |
| 7078 Unojönsson     | 1985 UH3     | 17 tháng 10 năm 1985 | Kvistaberg               | C.-I. Lagerkvist                                       |
| 7079 Baghdad        | 1986 RR      | 5 tháng 9 năm 1986   | Smolyan                  | E. W. Elst, V. G. Ivanova                              |
| 7080                | 1986 RS1     | 5 tháng 9 năm 1986   | Kleť                     | A. Mrkos                                               |
| 7081 Ludibunda      | 1987 QF7     | 30 tháng 8 năm 1987  | Đài thiên văn Zimmerwald | P. Wild                                                |
| 7082 La Serena      | 1987 YL1     | 17 tháng 12 năm 1987 | La Silla                 | E. W. Elst, G. Pizarro                                 |
| 7083 Kant           | 1989 CL3     | 4 tháng 2 năm 1989   | La Silla                 | E. W. Elst                                             |
| 7084                | 1991 BR      | 19 tháng 1 năm 1991  | Dynic                    | A. Sugie                                               |
| 7085                | 1991 PE      | 5 tháng 8 năm 1991   | Palomar                  | H. E. Holt                                             |
| 7086 Bopp           | 1991 TA1     | 5 tháng 10 năm 1991  | Palomar                  | C. S. Shoemaker, E. M. Shoemaker                       |
| 7087 Lewotsky       | 1991 TG4     | 13 tháng 10 năm 1991 | Palomar                  | E. F. Helin                                            |
| 7088 Ishtar         | 1992 AA      | 1 tháng 1 năm 1992   | Palomar                  | C. S. Shoemaker, E. M. Shoemaker                       |
| 7089                | 1992 FX1     | 23 tháng 3 năm 1992  | Kushiro                  | S. Ueda, H. Kaneda                                     |
| 7090                | 1992 HY4     | 23 tháng 4 năm 1992  | La Silla                 | H. Debehogne                                           |
| 7091                | 1992 JA      | 1 tháng 5 năm 1992   | Palomar                  | K. J. Lawrence, E. F. Helin                            |
| 7092 Cadmus         | 1992 LC      | 4 tháng 6 năm 1992   | Palomar                  | C. S. Shoemaker, E. M. Shoemaker                       |
| 7093 Jonleake       | 1992 OT      | 26 tháng 7 năm 1992  | Palomar                  | E. F. Helin                                            |
| 7094 Godaisan       | 1992 RJ      | 4 tháng 9 năm 1992   | Geisei                   | T. Seki                                                |
| 7095 Lamettrie      | 1992 SB22    | 22 tháng 9 năm 1992  | La Silla                 | E. W. Elst                                             |
| 7096 Napier         | 1992 VM      | 3 tháng 11 năm 1992  | Siding Spring            | R. H. McNaught                                         |
| 7097 Yatsuka        | 1993 TF      | 8 tháng 10 năm 1993  | Yatsuka                  | H. Abe, S. Miyasaka                                    |
| 7098 Réaumur        | 1993 TK39    | 9 tháng 10 năm 1993  | La Silla                 | E. W. Elst                                             |
| 7099 Feuerbach      | 1996 HX25    | 20 tháng 4 năm 1996  | La Silla                 | E. W. Elst                                             |
| 7100 Martin Luther  | 1360 T-2     | 29 tháng 9 năm 1973  | Palomar                  | C. J. van Houten, I. van Houten-Groeneveld, T. Gehrels |